# Gabriel Zakuani
Gabriel Abdala Zakuani (Kinshasa, Zaire (Actual República Democrática del Congo), 31 de mayo de 1986) es un futbolista congoleño. Se desempeña como defensa y actualmente juega en el Gillingham de la Football League One de Inglaterra. A pesar de que nació en su país de origen, Zakuani realizó gran parte de su carrera en Inglaterra, excepto su breve paso por Grecia, en el primer semestre de 2014.

## Clubes
| Club                | País       | Año         |
| ------------------- | ---------- | ----------- |
| Leyton Orient       | Inglaterra | 2000 - 2006 |
| Fulham              | Inglaterra | 2006        |
| Stoke City          | Inglaterra | 2007 - 2008 |
| Peterborough United | Inglaterra | 2008 - 2013 |
| Kalloni FC          | Grecia     | 2014        |
| Peterborough United | Inglaterra | 2014 - 2016 |
| Northampton Town    | Inglaterra | 2016 - 2017 |
| Gillingham          | Inglaterra | 2017 - Act. |

## Selección nacional
Ha sido internacional con la selección de fútbol de la República Democrática del Congo; donde hasta ahora, ha jugado 10 partidos internacionales y no ha anotado goles, por dicho seleccionado.